# Дрил
Дрил (дріл; англ. Drill, drill-hop) — піджанр хіп-хопу, створений молодими чиказькими реперами й продюсерами з району Саузсайд. Є одним з найвідоміших аспектів сучасного хіп-хопу Чикаго. Характерними рисами дрилу є похмура тематика текстів про насилля й треп-біти.
Після появи великої вірної фан-бази у Чикаго дрил став популярним у мейнстримі в середині 2012 через успіх реперів, серед них Chief Keef, Pop Smoke що ґрунтувався на сильній підтримці місцевих прихильників та промоції в інтернеті. Це призвело до уваги від ЗМІ та полювання мейджор-лейблів на укладання угод з дрил-артистами. Графічний зміст текстів Chief Keef та інших дрил-реперів став контроверсійним, зокрема й через зв'язок зі злочинністю в Чикаго.
Дрил отримав велику популярність також і у Великій Британії , там "вистрілили" такі виконавці як: Central Cee, Russ Millions, Poundz та інші.

## Характеристика
Лірику дрил-репу зосереджено на суворому повсякденному житті у Чикаго. За Люсі Стеглік з The Guardian: «Нігілістичний дрил відображає реальне життя. Цього не вдалося зробити представникам чистого хіп-хопу». Тексти сильно контрастують з тематикою ранніх реперів Чикаго, котрі тяжіли у бік свідомого хіп-хопу та сучасного мейнстримового хіп-хопу, де на час підйому дрилу здебільшого прославляли й оспівували багатство. У текстах дрилу зазвичай реалістично показано вуличне життя з усім його насиллям. Репери мають жорстоку, байдужу подачу,, часто пропущену через Auto-Tune (вплив Soulja Boy, одного з перших немісцевих виконавців, з яким співпрацював Keef, і Lil Wayne). Велику роль у становленні стилю також відіграла творчість атлантських реперів Gucci Mane та Waka Flocka Flame.
Більшість дрилерів становить молодь; на багатьох відомих музикантів почали звертати увагу ще в підлітковому віці. Наприклад, Chief Keef підписав багатомільйонний контракт з Interscope Records у 17 років, а Lil Mouse став артистом лейблу Lil Wayne у 13. Критики відзначали нестачу метафор чи гри слів. Chief Keef заявив, що спрощений флоу є його свідомим вибором стилю: «Я знаю, що роблю. Я опанував це. Я насправді навіть не вживаю метафор чи панчлайнів. Я й не повинен. Але я міг би…».
Оглядачі часто називають Young Chop найтиповішим продюсером жанру. На стиль сильно вплинули треп-біти Лекса Люґера. Young Chop у свою чергу назвав важливими попередниками дрилу Shawty Redd, Drumma Boy та Zaytoven.

## Історія
На думку Девіда Дрейка з журналу Complex, дрил не має якогось конкретного стилю продакшену й вирізняється «всією культурою: жаргоном, танцями, менталітетом та музикою, велика частина якої виникла у Вудлоні, районі Дро-Сіті». «Drill» — сленґове слово (мстити чи битися), його «можуть вживати на позначення будь-чого: від приодягнення жінок до війни на вулицях». Репер з Дро-Сіті Pacman вважається стилістичним винахідником жанру, він першим застосував цей термін для місцевої хіп-хоп музики.
Дрейк охарактеризував дрил-сцену як основну причину підйому хіп-хопу Чикаго у першій половині 2010, як «рух знизу, взаємозалежну систему: на вулицях та через соціальні медія, у мережах клубів і на вечірках, у середніх школах». Дрил виник у Саузсайді, районі Чикаго, в розпал ескалації насильства й убивств. Марк Ґуаріно написав на сайті Salon, що музика з'явилась під час «переходу від історичної ворожнечі між монолітними злочинними організаціями, кожна з яких контролює тисячі членів, до глибоко особистих суперечок та конфліктів у відповідь між невеликими змішаними групами, влада яких поширюється лише нa кілька кварталів… Саме жорстока реальність життя у цих районах і сформувала дрил». На дрил-сцені конфлікти реперів та банд збігаються, багато молодих виконавців мають справу з насиллям. За Семом Ґулдом з The Independent, Chief Keef «є відображенням жахливого стану сучасної хіп-хоп культури тa небезпечно відчуженої групи американського суспільства». Станом на кінець 2012 репери з інших сцен і хіп-хоп зірки, зокрема Каньє Вест, Drake, Рік Росс співпрацювали з дрил-музикантами.
Реакція чиказьких реперів старшого покоління на дрил і ситуацію з насильством була неоднозначною. В радіо-інтерв'ю виконавець свідомого хіп-хопу Лупе Фіаско заявив: «Chief Keef лякає мене. Не він безпосередньо, а власне культура, котру він представляє… Рівень убивств у Чикаго стрімко зростає, ви бачите, хто це робить — усі вони схожі на Chief Keef». Після погроз Chief Keef через Twitter Фіаско сповістив, що він подумує залишити музику. Rhymefest твітнув, що дрил є «музичною темою до вбивства». Каньє Вест реміксував «I Don't Like» для компіляції GOOD Music Cruel Summer (2012). Трек, окрім самих Chief Keef та Веста, містить куплети Pusha T, Big Sean і Jadakiss. Каньє також згадав вплив дрилу на свою платівку Yeezus (2013). У записі альбому взяли участь Chief Keef та King L.

## Яскраві представники
| Репери - Chief Keef - Фредо Сантана - Katie Got Bandz - King L - Lil Durk - Lil Bibby - Lil Herb - Lil Mouse - Lil Reese - Pacman - Poo Mack - Sasha Go Hard - SD - Spenzo - Young Whisper Продюсери, діджеї - 12 Hunna - C-Sick - DJ Kenn - Періс Б'юллер - Tarentino - Young Chop |